# مبادرة المخطوطات الإسلامية العلمية
مبادرة المخطوطات الإسلامية العلمية (وتُعرف اختصارًا بـISMI) هي قاعدة بيانات على الإنترنت تم إنشاؤها لتسهيل البحث في تاريخ علوم الرياضيات في العالم الإسلامي، وتغطي الفترة حتى حوالي عام 1350 م. تهدف المبادرة إلى توفير معلومات يمكن الوصول إليها عن جميع المخطوطات الإسلامية في العلوم الدقيقة، بما في ذلك علم الفلك والرياضيات والنظريات والجغرافيا الرياضية والموسيقى والميكانيكا والموضوعات ذات الصلة. المبادرة من معهد ماكس بلانك لتاريخ العلوم (MPIWG)، وهو مكرس لتعزيز المعرفة العلمية والبحث.